# 캐나다 호송대 시위
캐나다 호송대 시위에 관한 문서이다.

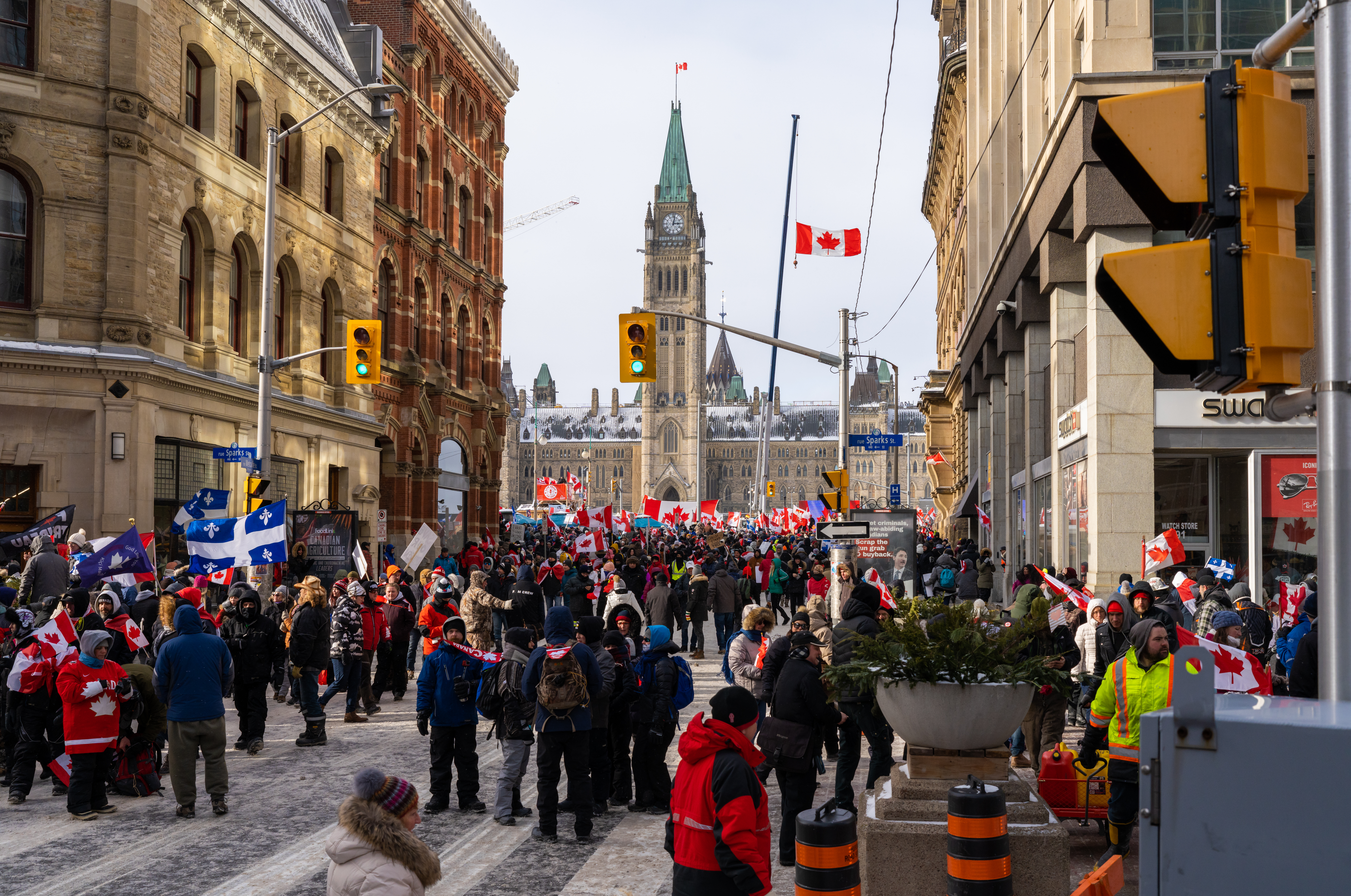

자유 호송대(프랑스어: Convoi de la liberté, 영어: The Freedom Convoy)는 2022년 초 캐나다 전역에서 일어난 일련의 시위와 봉쇄로, 처음에는 국경을 넘는 트럭 운전사에 대한 COVID-19 백신 의무화에 반대하기 위해 조직되었다. 이 운동은 빠르게 확대되어 모든 코로나19 제한 및 의무화에 항의했다. 2022년 1월 22일부터 수백 대의 차량이 캐나다 전역의 다양한 장소에서 출발하여 1월 29일에 오타와에 모여 팔러먼트 힐에서 집회를 열었고, 수천 명의 보행자 시위대도 합류했다. 주도와 미국과의 주요 국경 교차로에서 병행 시위가 일어났다.
이 시위는 공급망 중단을 완화하기 위해 시행되었던 국경을 넘는 트럭 운전사에 대한 백신 의무화 면제가 종료된 후에 발생했다. 국경을 넘는 노선을 운행하는 캐나다 트럭 운전사의 약 85%가 백신을 접종했지만, 새로운 제한은 최대 16,000명의 운전자에게 영향을 미칠 가능성이 있다. 시위대는 개인의 자유와 정부의 권한 남용에 대한 우려를 인용하며 모든 코로나19 의무 및 제한의 철폐를 요구했다.
일부 공무원과 기업이 봉쇄의 경제적 영향에 대한 우려를 제기했지만, 시위는 캐나다 보수당과 미국의 공화당 정치인을 포함한 국내외의 지지를 얻었다. 연방 정부는 2022년 2월 14일에 비상 사태법을 발동하여 법 집행에 특별한 권한을 부여함으로써 대응했다. 2월 21일까지 대부분의 봉쇄와 시위는 대규모 경찰 작전을 통해 해체되었다.
호송대는 대중과 다양한 조직으로부터 엇갈린 반응을 얻었다. 트럭 운송 그룹은 시위에 대해 비판하면서 대부분 참가자가 트럭 운전사가 아니라고 주장했다. 극우 단체의 개입 의혹과 연방 정부 전복을 요구하는 주장도 제기되었으며, 앨버타 주 쿠츠의 봉쇄 근처에서 무기가 압수된 것에 대한 우려도 제기되었다. 지지자들은 이 운동을 정부의 권력 남용에 맞서 자유를 요구하는 대중의 저항으로 보았다.

## 같이 보기
- 노란 조끼 운동